# Rubén Díez
Rubén Díez Adán (Saragozza, 18 agosto 1993) è un calciatore spagnolo, attaccante del Ceuta.

## Carriera
Ha giocato nella seconda divisione spagnola.

## Statistiche

### Presenze e reti nei club
Statistiche aggiornate al 1º novembre 2021.
| Stagione         | Squadra          | Campionato       | Campionato | Campionato | Coppe nazionali | Coppe nazionali | Coppe nazionali | Coppe continentali | Coppe continentali | Coppe continentali | Altre coppe | Altre coppe | Altre coppe | Totale | Totale |
| Stagione         | Squadra          | Comp             | Pres       | Reti       | Comp            | Pres            | Reti            | Comp               | Pres               | Reti               | Comp        | Pres        | Reti        | Pres   | Reti   |
| ---------------- | ---------------- | ---------------- | ---------- | ---------- | --------------- | --------------- | --------------- | ------------------ | ------------------ | ------------------ | ----------- | ----------- | ----------- | ------ | ------ |
| 2018-gen. 2019   | Teruel           | SDB              | 18         | 1          | CR              | 1               | 0               |                    | -                  | -                  |             | -           | -           | 19     | 1      |
| gen.-giu. 2019   | Castellón        | SDB              | 16         | 1          | CR              | -               | -               |                    | -                  | -                  |             | -           | -           | 16     | 1      |
| 2019-2020        | Castellón        | SDB              | 29         | 6          | CR              | 0               | 0               |                    | -                  | -                  |             | -           | -           | 29     | 6      |
| 2020-2021        | Castellón        | SD               | 40         | 7          | CR              | 1               | 0               |                    | -                  | -                  |             | -           | -           | 41     | 7      |
| Totale Castellón | Totale Castellón | Totale Castellón | 85         | 14         |                 | 1               | 0               |                    | -                  | -                  |             | -           | -           | 86     | 14     |
| 2021-2022        | Tenerife         | SD               | 10         | 0          | CR              | 0               | 0               |                    | -                  | -                  |             | -           | -           | 10     | 0      |
| Totale carriera  | Totale carriera  | Totale carriera  | 113        | 15         |                 | 2               | 0               |                    | -                  | -                  |             | -           | -           | 115    | 15     |

## Palmarès

### Club

#### Competizioni nazionali
- Primera Federación: 1

Leonesa: 2024-2025